# داكوتا، مينيسوتا أند إسترن ريلرود

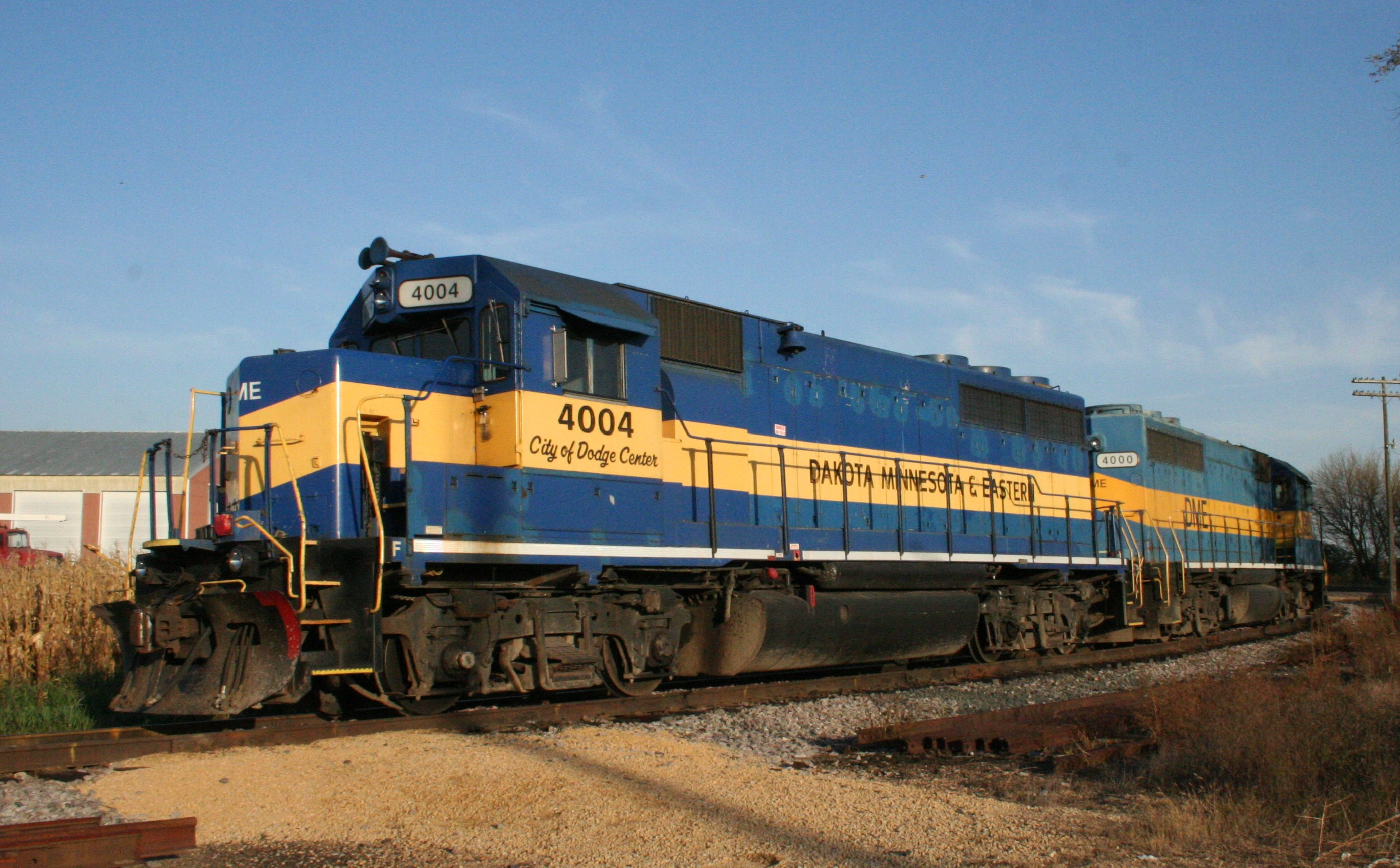
قاطرات داكوتا، مينيسوتا أند إسترن ريلرود 4004 و 4000 في ديفيس جنكشن، إلينوي

داكوتا، مينيسوتا أند إسترن ريلرود (Dakota, Minnesota and Eastern Railroad) (DME) شركة فرعية مملوكة بالكامل لشركة كنيدين باسيفك كانسس سيتي (Canadian Pacific Kansas City). قبل الاستحواذ عليها، كانت أكبر خط سكة حديد من الدرجة الثانية (Class II) في الولايات المتحدة وهي التي تقوم بنقل الشحنات متوسطة الحجم من حيث إيرادات التشغيل، حيث كانت تعمل عبر داكوتا الجنوبية وجنوب مينيسوتا في السهول الكبرى الشمالية للولايات المتحدة. امتدت أجزاء من السكك الحديدية أيضًا إلى وايومنغ ونبراسكا وأيوا وإلينوي. تبادلت مع جميع خطوط السكك الحديدية الأمريكية السبعة من الدرجة الأولى (Class I) وهي أكبر ناقلات شحن السكك الحديدية في الولايات المتحدة.